# Buthus occitanus
Buthus occitanus, anomenat popularment escorpí comú, escorpí groc o alacrà comú és una espècie d'escorpí de la família dels bútids (Buthidae).

## Descripció
La seva coloració és groguenca, d'un to fosc en el dors i més clar en la resta del cos. Les pinces són bastant primes i la glàndula del verí és rodona i tan llarga com l'agulló. Pot arribar a fer 8 cm de llarg.

## Distribució
Es troba en el sud de França i en la península Ibèrica.

## Comportament
De dia sol quedar-se amagat sota les pedres dels llocs més càlids, com per exemple els matolls, i de nit surt a la caça d'artròpodes que paralitza injectant-los el verí del seu agulló terminal. A vegades sol sortir també els dies de pluja.

## Relació amb l'home
És considerat de perillositat mitjana per a les persones. La seva picada sol ser molt dolorosa i produeix edema i butllofes equimòtiques en el lloc de la picada, així com cefalea, lipotímia, febre, vòmits i una lleugera dispnea. No obstant això no revesteix generalment gravetat excepte en nens de poca edat i ancians, encara que de tant en tant es registra algun cas mortal.